# Chasing Shadows (мини-альбом)

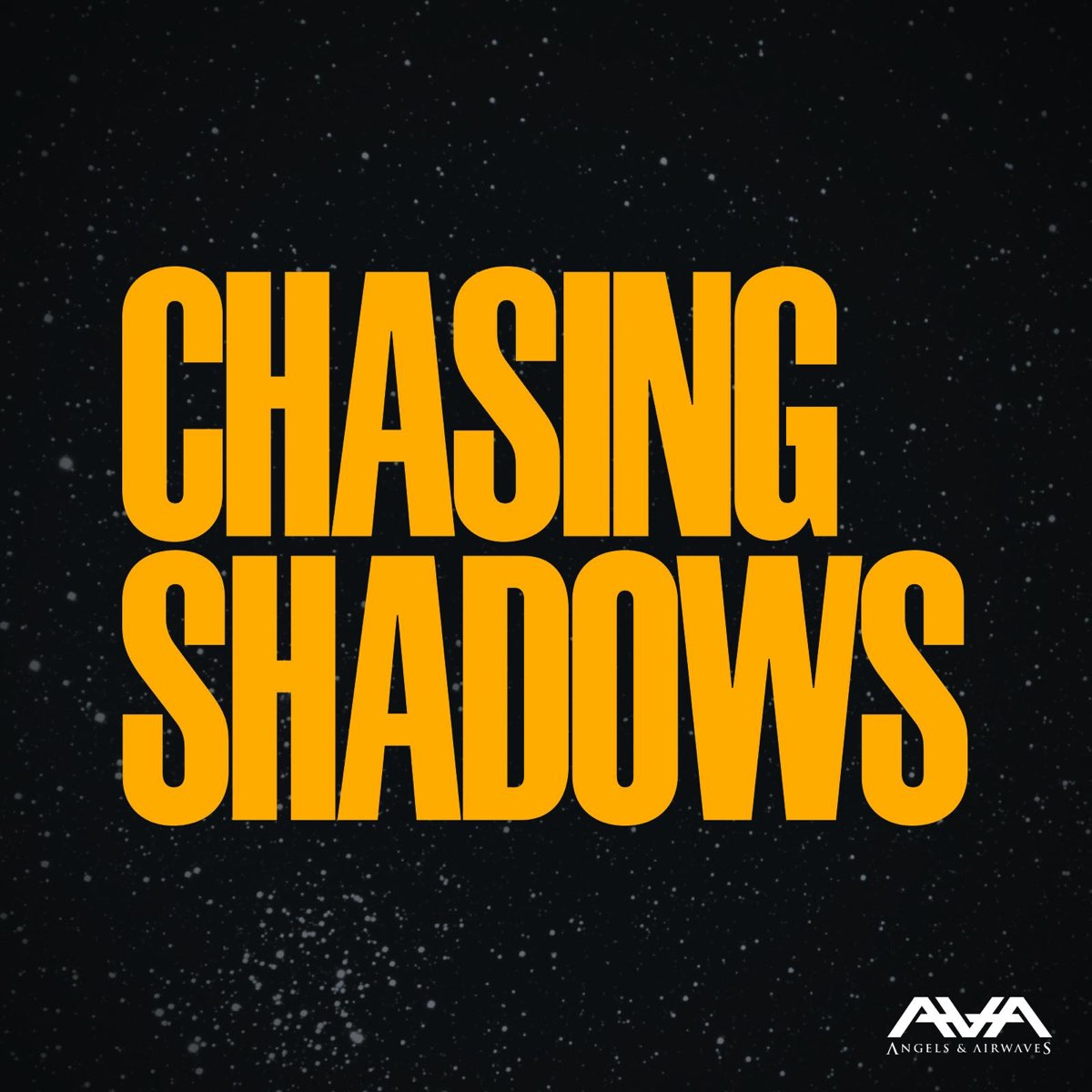
Альбом: Chasing Shadows

Chasing Shadows — это третий мини-альбом альтернативной группы Angels & Airwaves. Изначально был выпущен на официальном сайте компании Тома Делонга, а через три дня альбом стал доступен для покупки в iTunes. По аналогии с предыдущим релизом …Of Nightmares стал сопутствующей частью к первому изданию книги Sekret Machines, написанной Томом в соавторстве с британским писателем Эндрю Джеймсом Хартли.

## Музыкальный стиль
Мини-альбом был записан в стиле, не свойственном предыдущим работам группы - звучание релиза сдвинулось от спейс-рока в сторону поп-панка. В целом песни стали быстрее и короче, из них исчезли длинные интро, а упор был сделан на инструментальное звучание без электронных мелодий.

## Список композиций
Слова и музыка всех песен — Том ДеЛонг и Илан Рубин.
| №                   | Название            | Длительность |
| ------------------- | ------------------- | ------------ |
| 1.                  | «Overload»          | 3:30         |
| 2.                  | «Artillery»         | 3:32         |
| 3.                  | «Voyager»           | 3:58         |
| 4.                  | «Chasing Shadows»   | 5:14         |
| Общая длительность: | Общая длительность: | 16:14        |

## Участники записи
- Том ДеЛонг - вокал, гитара, клавишные
- Илан Рубин - ударные, бас-гитара, клавишные, гитара, бэк-вокал